# گییم کلوآ
گییم کلوآ (انگلیسی: Guillem Clua؛ زادهٔ ۱۹۷۳) نمایشنامه‌نویس، فیلم‌نامه‌نویس، روزنامه‌نگار و نمایشنامه‌نویس اهل اسپانیا است. وی دانش‌آموختهٔ دانشگاه خودگردان بارسلونا است.
از فیلم‌ها یا مجموعه‌های تلویزیونی که وی در آن‌ها نقش داشته‌است، می‌توان به بی‌گناه اشاره نمود.